# セルゲイ・マカロフ (陸上選手)
セルゲイ・マカロフ (ロシア語: Серге́й Алекса́ндрович Мака́ров、1973年3月19日 - )は、ロシアのポドルスク出身の陸上競技選手。やり投の選手として1996年アトランタオリンピックから2004年アテネオリンピックに3大会連続出場。シドニー、アテネの2大会連続で銅メダルを獲得した選手である。
マカロフの父親のアレクサンドル・マカロフは1980年モスクワオリンピックやり投の銀メダリストであり、夫人のオクサナ・オフチンニコワは女子やり投の元ロシア記録保持者である。

## 自己ベスト
- やり投 92m61 (2002年)

## 主な実績
| 年   | 大会                               | 場所                             | 種目   | 結果 | 記録   |
| ---- | ---------------------------------- | -------------------------------- | ------ | ---- | ------ |
| 1996 | オリンピック                       | アトランタ(アメリカ合衆国)       | やり投 | 6位  | 85.30m |
| 1998 | IAAFワールドカップ                 | ヨハネスブルグ(南アフリカ共和国) | やり投 | 2位  | 86.96m |
| 2000 | オリンピック                       | シドニー(オーストラリア)         | やり投 | 銅   | 88.67m |
| 2002 | ヨーロッパ陸上選手権               | ミュンヘン(ドイツ)               | やり投 | 銀   | 88.05m |
| 2002 | IAAFワールドカップ                 | マドリッド(スペイン)             | やり投 | 1位  | 86.44m |
| 2003 | 世界陸上選手権                     | パリ(フランス)                   | やり投 | 金   | 85.44m |
| 2003 | IAAFワールドアスレチックファイナル | モンテカルロ(モナコ)             | やり投 | 1位  | 85.66m |
| 2004 | オリンピック                       | アテネ(ギリシャ)                 | やり投 | 銅   | 84.84m |
| 2005 | 世界陸上選手権                     | ヘルシンキ(フィンランド)         | やり投 | 銅   | 83.54m |
| 2005 | IAAFワールドアスレチックファイナル | モンテカルロ(モナコ)             | やり投 | 3位  | 86.69m |